# Baruch College
Pour les articles homonymes, voir Baruch.
 (avril 2023).
 (avril 2023).
Si vous disposez d'ouvrages ou d'articles de référence ou si vous connaissez des sites web de qualité traitant du thème abordé ici, merci de compléter l'article en donnant les références utiles à sa vérifiabilité et en les liant à la section « Notes et références ».
Le Bernard M. Baruch College, en abrégé Baruch College, est une université située à New York qui fait partie de l'université de la ville de New York (CUNY). Les bâtiments de l'établissement sont localisés sur Lexington Avenue, à hauteur des 23 et 25e rues, à proximité de Gramercy Park et du Flatiron Building. Ils accueillent trois écoles.
Considéré comme très sélectif, le collège est ainsi nommé en hommage au financier Bernard Baruch.

## Organisation et administration

### Admissions et cursus
Le Baruch College est composé de trois écoles universitaires, la Zicklin School of Business (campus Newman), la Weissman School of Arts and Sciences (campus Newman) et la Marxe School of Public and International Affairs.
La Zicklin School of Business, la plus prestigieuse et plus sélective des écoles, délivre des Bachelors of Business Administration (BBA) dans 19 domaines liés aux affaires, à la comptabilité et à la finance ainsi que des master de sciences (MS) STEM (Science, Technologie, Ingénierie et Mathématiques).
La Weissman School of Arts and Sciences délivre des Bachelors of Art (BA) dans plus de 27 domaines liés aux arts et aux sciences, un master en communication d'entreprise et conseil en santé mentale et un master de sciences (MS) en ingénierie financière et psychologie industrielle et organisationnelle.
La Austin W. Marxe School of Public and International Affairs délivre des Bachelors of Science (BS) en affaires publiques, un master en administration publique (MPA) dans 5 domaines liés aux affaires publiques et un master en sciences en éducation (MSEd) dans l'administration de l'enseignement supérieur.
Le collège abrite également plusieurs programmes de doctorat (PhD) offerts par le CUNY Graduate Center. Ils comprennent les affaires (avec des spécialisations en comptabilité, finance, systèmes d'information, marketing ou comportement organisationnel), ainsi que la psychologie industrielle et organisationnelle. Depuis juin 2013, le doctorat CUNY en commerce est proposé conjointement par le CUNY Graduate Center et le Baruch College.

### Partenariats
La Zicklin School of Business a établi un partenariat entreprise-université avec JPMorgan Chase. Elle maintient un programme conjoint JD / MBA avec la Brooklyn Law School et la New York Law School.
Le Baruch College Campus High School est un lycée géré par le Département de l'éducation de la ville de New York, affilié au collège.
L'Executive Master of Science en finance et l'Executive Master of Science en programmes de marketing de l'American Graduate school of Paris sont affiliés au Baruch College.

### Vie étudiante
La WBMB Baruch College Radio propose des émissions de radio diffusées 24 heures sur 24 sur son site web et sur la fréquence FM locale 94.3.
The Ticker est le journal étudiant depuis 1932.

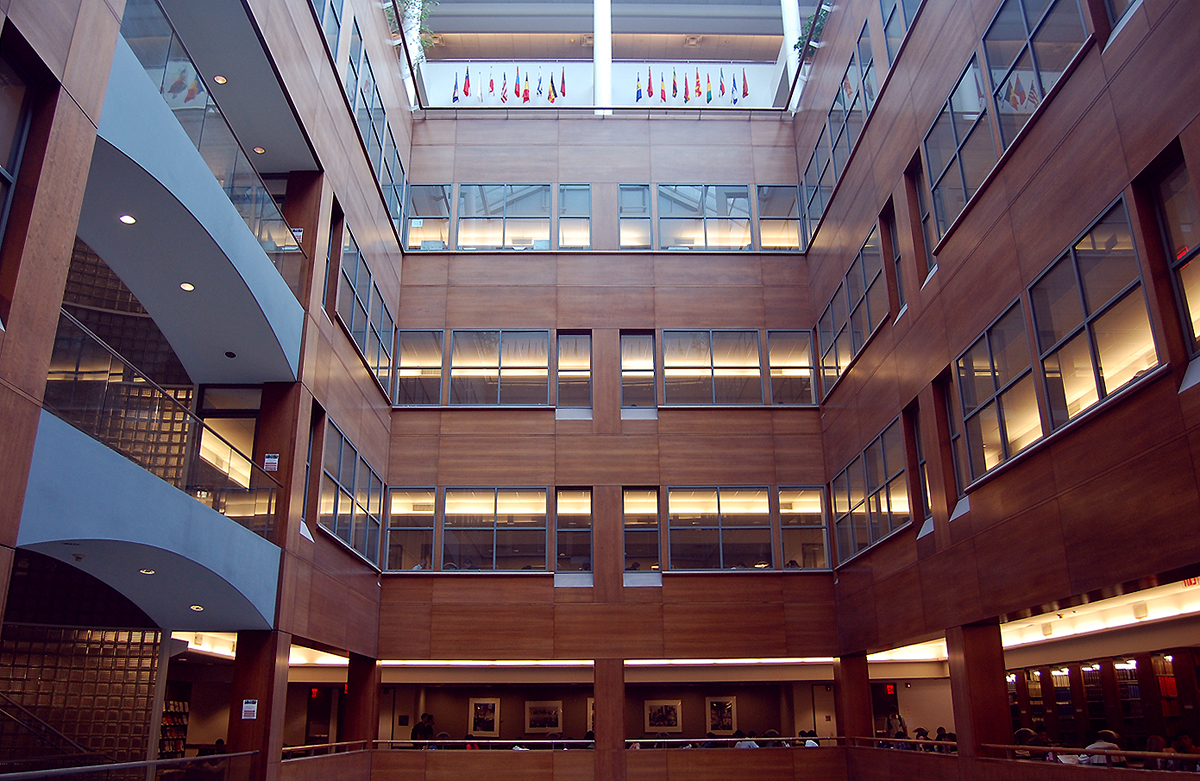
Bibliothèque William et Anita Newman appartenant au Baruch College.

L'école abrite plus de 130 clubs et organisations étudiantes, y compris de grands chapitres d'organisations nationales et internationales telles que Finance and Economics Society, ISACA Cybersecurity Club, ALPFA, AIESEC, Toastmasters, Alpha Kappa Psi, Sigma Alpha Delta, l'Association des étudiants musulmans, l'Association des étudiants du Bangladesh, l'Association de la langue chinoise unie, InterVarsity Christian Fellowship et Golden Key. La plupart des clubs de premier cycle se réunissent le jeudi entre 12h40 et 14h20, ce qui est connu sous le nom de Club Hours.

### Classements
Le Princeton Review fait figurer l'université dans l'édition 2012 de son classement des 377 Best Colleges[pertinence contestée].
Le Wall Street Journal place l'université à la seconde place du pays dans un classement évaluant la qualité de l'enseignement, les salaires de sortie sur dix ans des diplômés et les frais d'inscription.

## Personnalités liées

### Anciens étudiants
Avant 1969, les anciens étudiants du Baruch College faisaient partie des anciens étudiants du City College of New York.

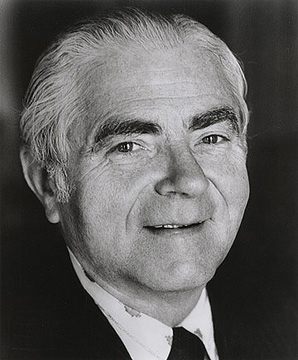
Abraham Beame ('28), 104e maire de New York
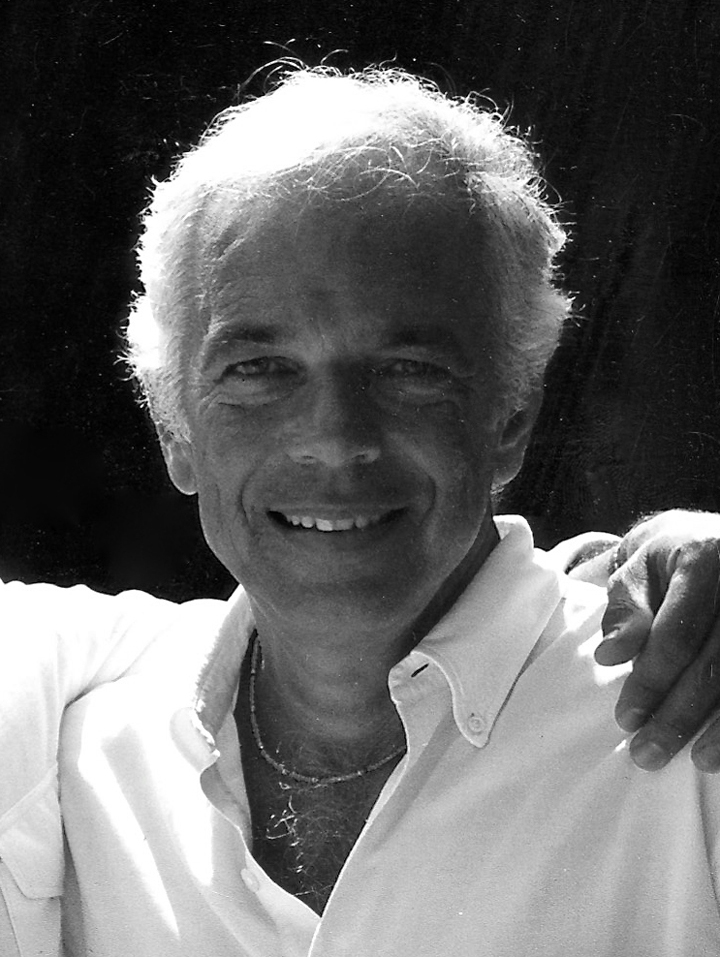
Ralph Lauren (1957-1959), PDG de Polo Ralph Lauren
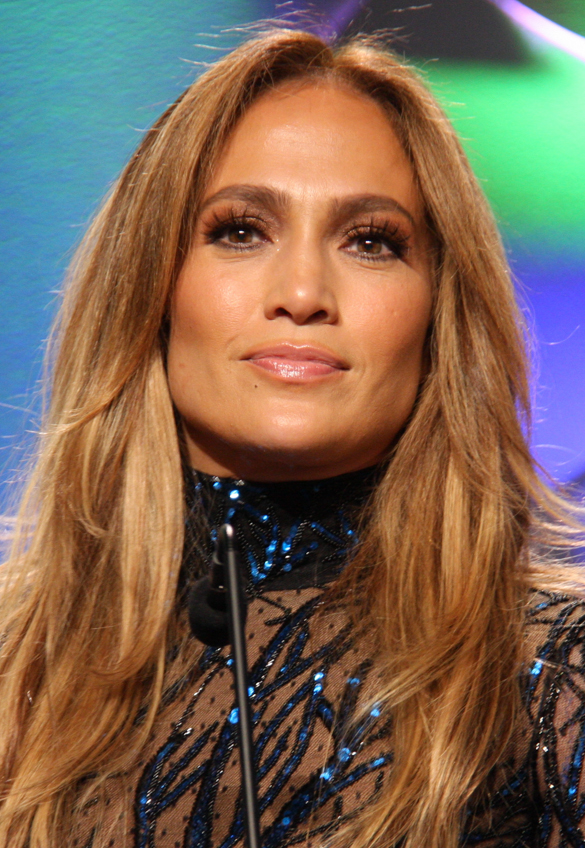
Jennifer Lopez (1987-1987), chanteuse et actrice américaine
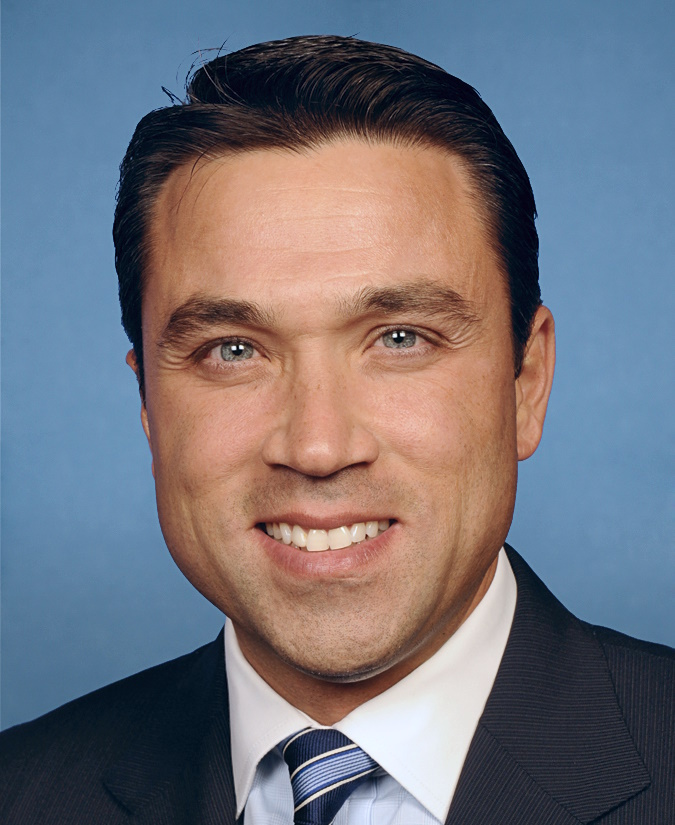
Michael Grimm ('94), membre de la Chambre des représentants des États-Unis
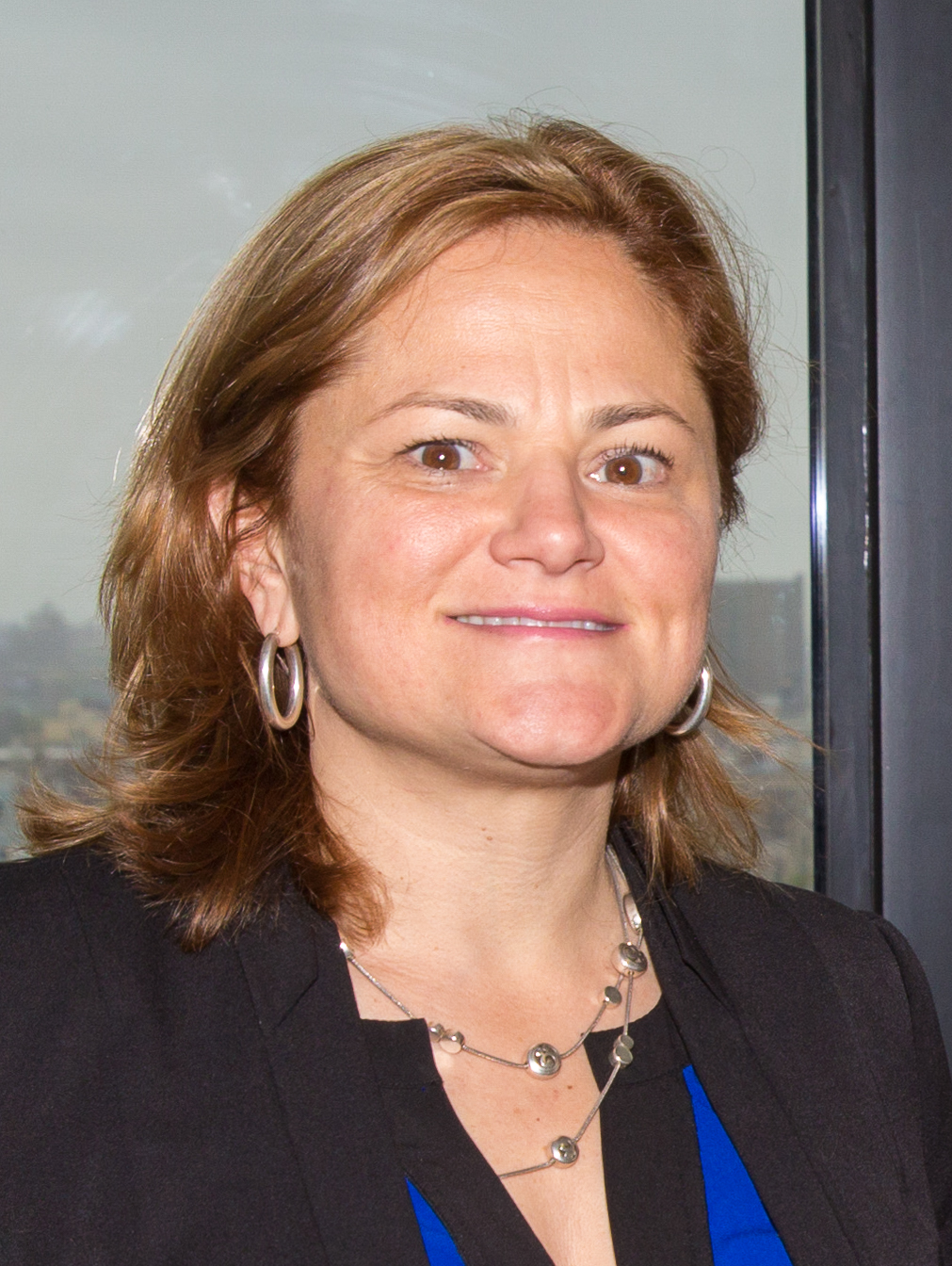
Melissa Mark-Viverito ('95), conseillère municipale de New York
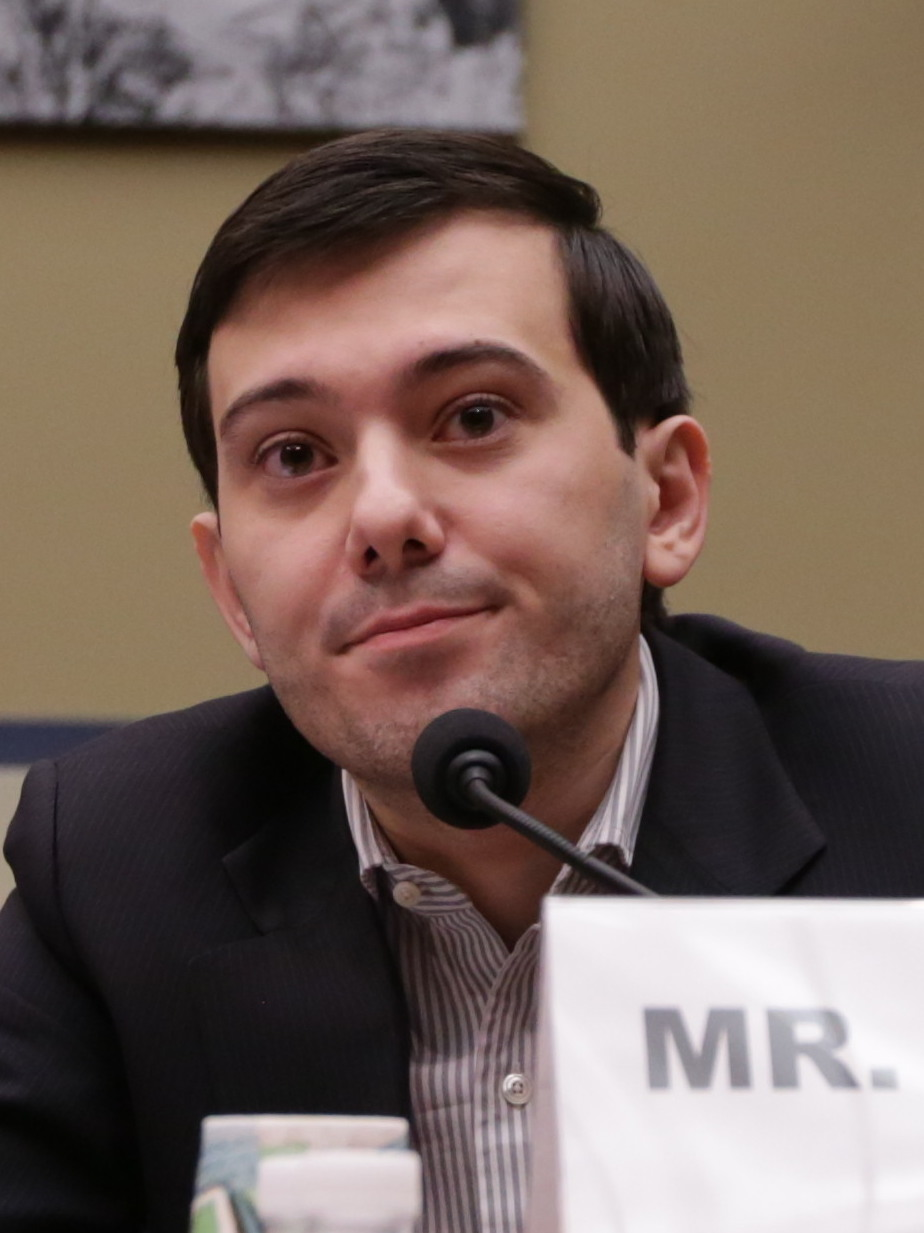
Martin Shkreli ('04), fondateur de Turing Pharmaceuticals
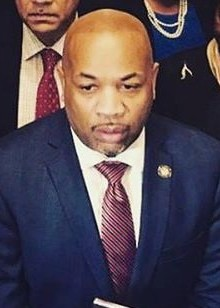
Carl Heastie ('07), membre de l'Assemblée de l'État de New York
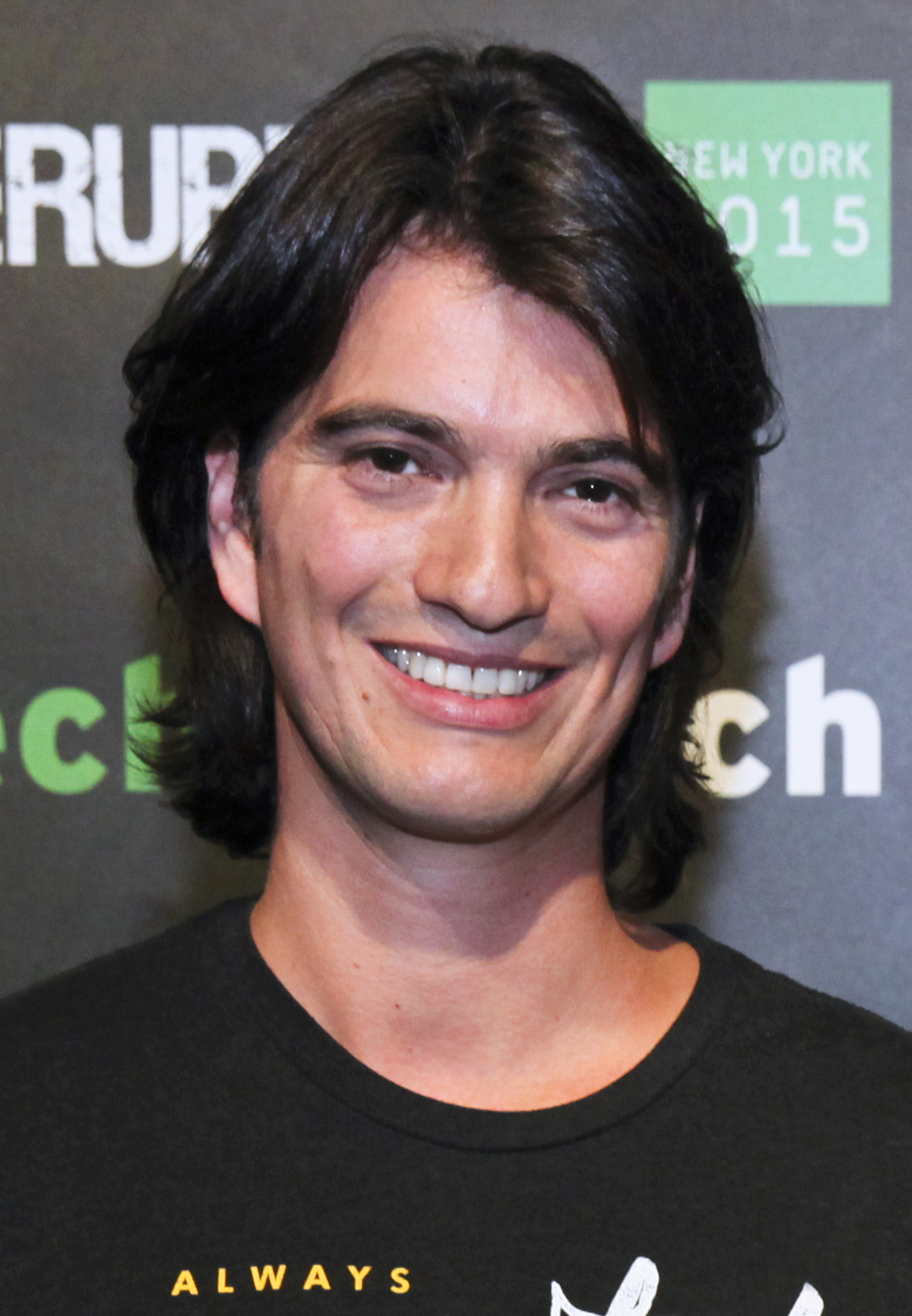
Adam Neumann ('17), cofondateur de WeWork
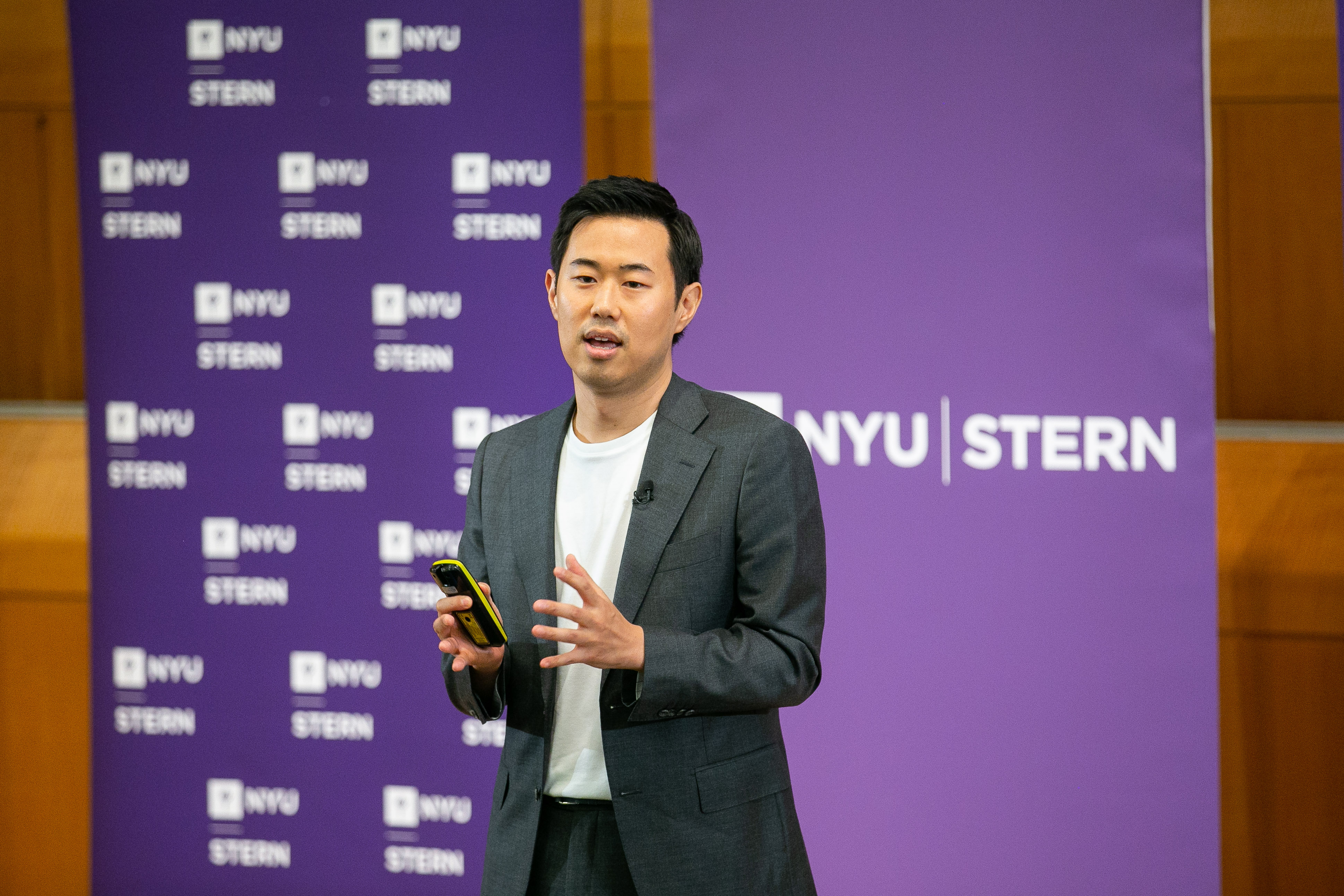
Rim Ji-hoon ('22), PDG de Kakao

#### Arts
- Ralph Lauren : styliste
- Buddy Freitag (1953) : producteur de Broadway (Porgy and Bess, Nice Work If You Can Get It)[9]
- Immortal Technique : artiste de hip hop et activiste
- Daniel Lobell : comédien de stand-up[10]
- Jennifer Lopez : actrice, chanteuse, danseuse et productrice[11]
- Bernie West ('39) : scénariste[12]
- Tarkan : chanteur

### Affaires
- Lara Abrash (MBA '94) : PDG de Deloitte[13]
- William F. Aldinger III (BBA '69) : PDG de HSBC North America Holdings[14]
- Anthony Chan (BBA '79) : chef économiste de JP Morgan Chase Bank, N.A.[15]
- Akis Cleanthous (BBA '88) : président de Cyprus Stock Exchange[16]
- Monte Conner ('86) : vice-président de Roadrunner Records, département A&R
- Fernando Ferrer (MPA '04) : président de la Metropolitan Transportation Authority, président du Bronx[17]
- Sidney Harman (BBA '39) : fondateur et président de Harman International Industries[18]
- Robert Holland (en) (MBA '69) : président et PDG de Ben & Jerry's[19]
- James Lam (BBA '83) : auteur et directeur de la sécurité à GE Capital
- Ralph Lauren : fondateur et PDG de Polo Ralph Lauren[20]
- Adam Neumann (BBA '17) : cofondateur et PDG de WeWork[21]
- Oscar N. Onyema (MBA '98) : PDG du Nigerian Stock Exchange[22]
- Rim Ji-hoon (DBA' 22) : PDG de Kakao
- Bruce Sherman (MBA '73) : président et propriétaire de Miami Marlins[23]
- Martin Shkreli (BBA '04) : fondateur et PDG de Turing Pharmaceuticals[24]
- Stuart Subotnick (BBA '62) : PDG de Metromedia ; un des 500 hommes les plus riches en 2022[25]
- George Weissman (BBA '39) : président et PDG de Philip Morris International[26]

### Professeurs
- Robert C. Weaver : universitaire, homme politique et premier afro-Américain membre d'un cabinet présidentiel